# Distrito electoral de Bremen (Illinois)
Bremen (en inglés: Bremen Precinct) es un distrito electoral ubicado en el condado de Randolph en el estado estadounidense de Illinois. En el Censo de 2010 tenía una población de 443 habitantes y una densidad poblacional de 8,05 personas por km².

## Geografía
Bremen se encuentra ubicado en las coordenadas 37°59′2″N 89°44′26″O / 37.98389, -89.74056. Según la Oficina del Censo de los Estados Unidos, Bremen tiene una superficie total de 55.06 km², de la cual 55 km² corresponden a tierra firme y (0.11%) 0.06 km² es agua.

## Demografía
Según el censo de 2010, había 443 personas residiendo en Bremen. La densidad de población era de 8,05 hab./km². De los 443 habitantes, Bremen estaba compuesto por el 97.52% blancos, el 0.68% eran afroamericanos, el 0% eran amerindios, el 0% eran asiáticos, el 0% eran isleños del Pacífico, el 0% eran de otras razas y el 1.81% pertenecían a dos o más razas. Del total de la población el 0.23% eran hispanos o latinos de cualquier raza.